# 托登罕宮路

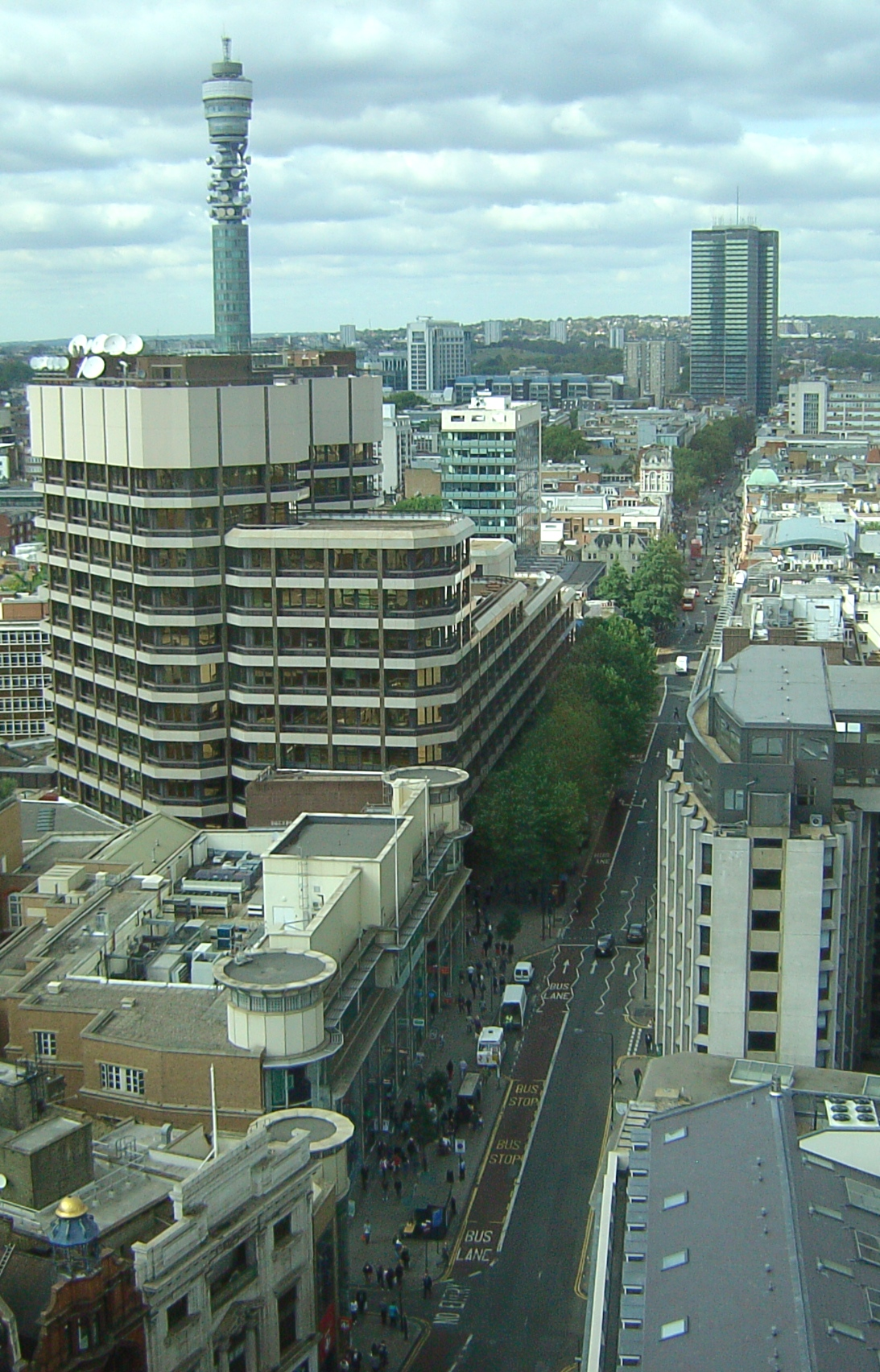
托登罕宮路

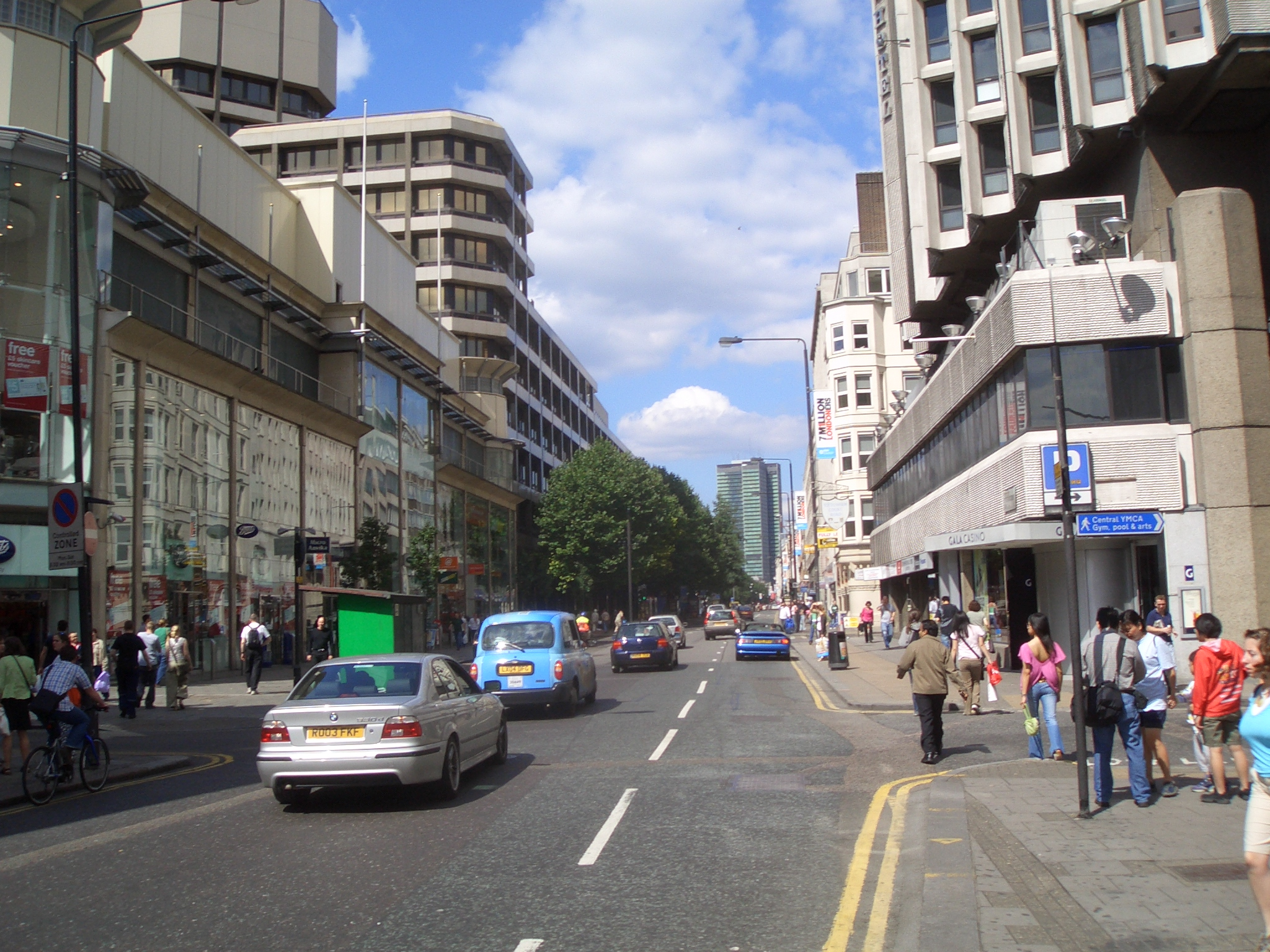
托登罕宮路

托登罕宮路（英語：Tottenham Court Road）是英國伦敦的一条重要购物街，南北走向，南起圣吉尔斯圆环（与牛津街和查令十字路交汇），北至尤斯顿路，靠近西敏市和卡姆登区边界，距离约四分之三英里。这条路多年以来都是单行道，三个车道都是向北，南行交通则使用并行的高尔街（Gower Street）。通常被视为东西两侧布卢姆茨伯里和菲兹罗维亚（Fitzrovia）之间的边界，而南北两端连接萨默斯镇和苏活区。
该路南端靠近大英博物馆和伦敦西区的最高建筑中间点大楼。沿路有许多建筑属于伦敦大学学院，而大学学院医院就在该路口北端的尤斯顿路口。
沿路有三个地铁站，从南到北分别是托登罕宮路站、古吉街站和華伦街站。